# Гетманская столица
Национальный историко-культурный заповедник «Гетманская столица» (укр. Гетьманська столиця) — украинский исторический и культурный заповедник национального значения.
Создан в 1993 году постановлением Кабинета Министров Украины на месте резиденции гетманов Войска Запорожского Демьяна Многогрешного, Ивана Самойловича, Ивана Мазепы и Кирилла Разумовского — на базе комплекса памятников истории, культуры и природы, связанных с историей украинского казачества эпохи Гетманщины в городе Батурине Нежинского района Черниговской области.
16 ноября 2007 Президент Украины Виктор Ющенко Указом № 1102/2007 присвоил заповеднику статус национального.

## Описание заповедника

### Памятники культуры

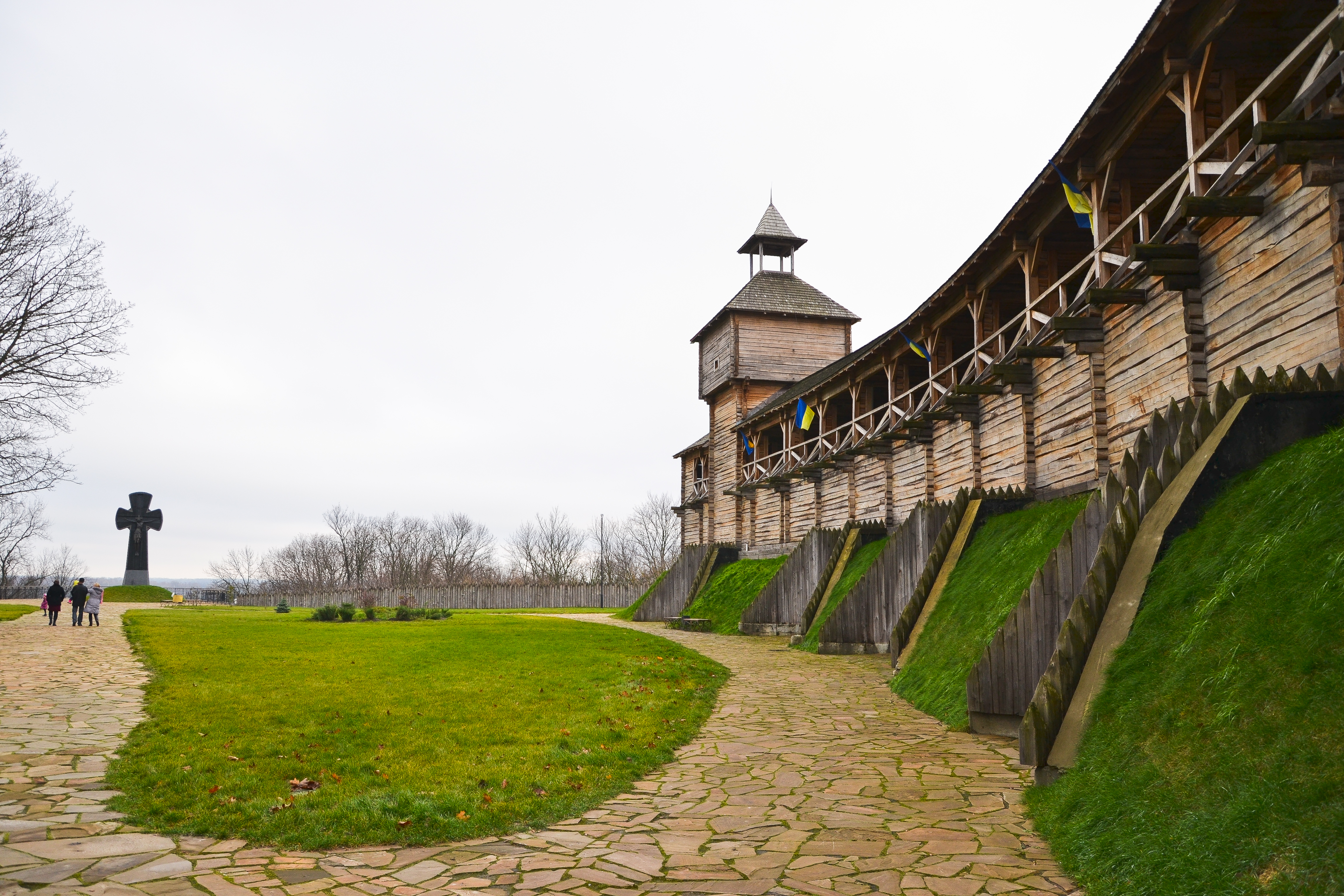
Цитадель Батуринской крепости.

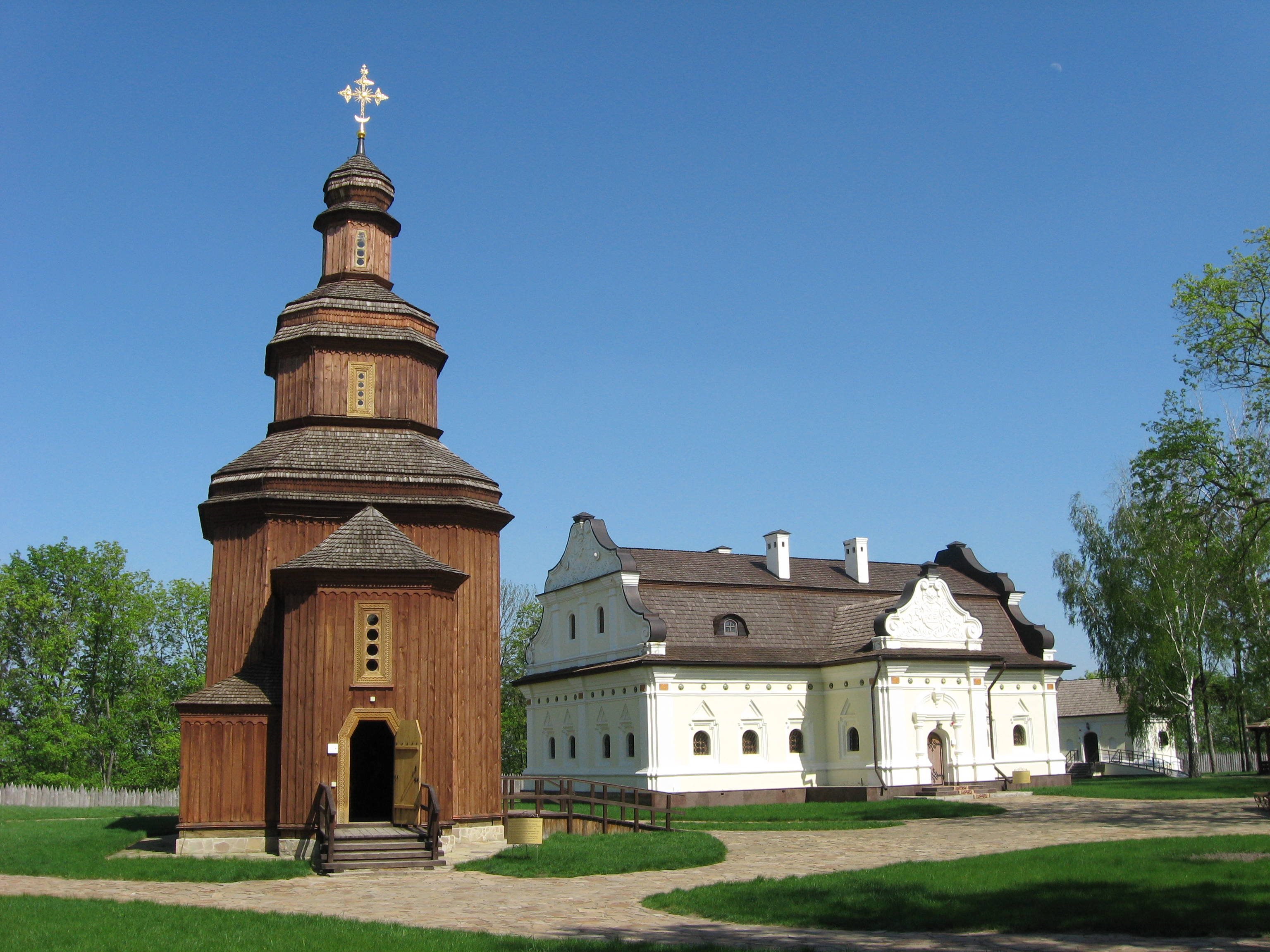
Цитадель Батуринской крепости.

В состав заповедника входят 39 объектов. Это памятники археологии, архитектуры, садово-паркового и монументального искусства, истории. Площадь заповедника составляет 57 га. Ряд объектов, которые входят в состав заповедника, относятся к периоду гетманства Ивана Мазепы, который 36 лет прожил в Батурине, из них 21 год был гетманом Украины.
В состав заповедника входят объекты культурного наследия национального значения:
- дворец последнего гетмана Украины Кирилла Разумовского, построенный по проекту английского архитектора Чарльза Камерона,
- Воскресенская церковь — усыпальница Кирилла Разумовского,
- Здание Генерального суда Левобережной Украины (дом В.Кочубея),
- Колокольня Батуринского Святониколаевского Крупицкого монастыря, основанного в домонгольские времена на месте явления иконы Святого Николая Чудотворца,
- Памятник жертвам Батуринской трагедии 1708 г. на территории Цитадели Батуринской крепости.

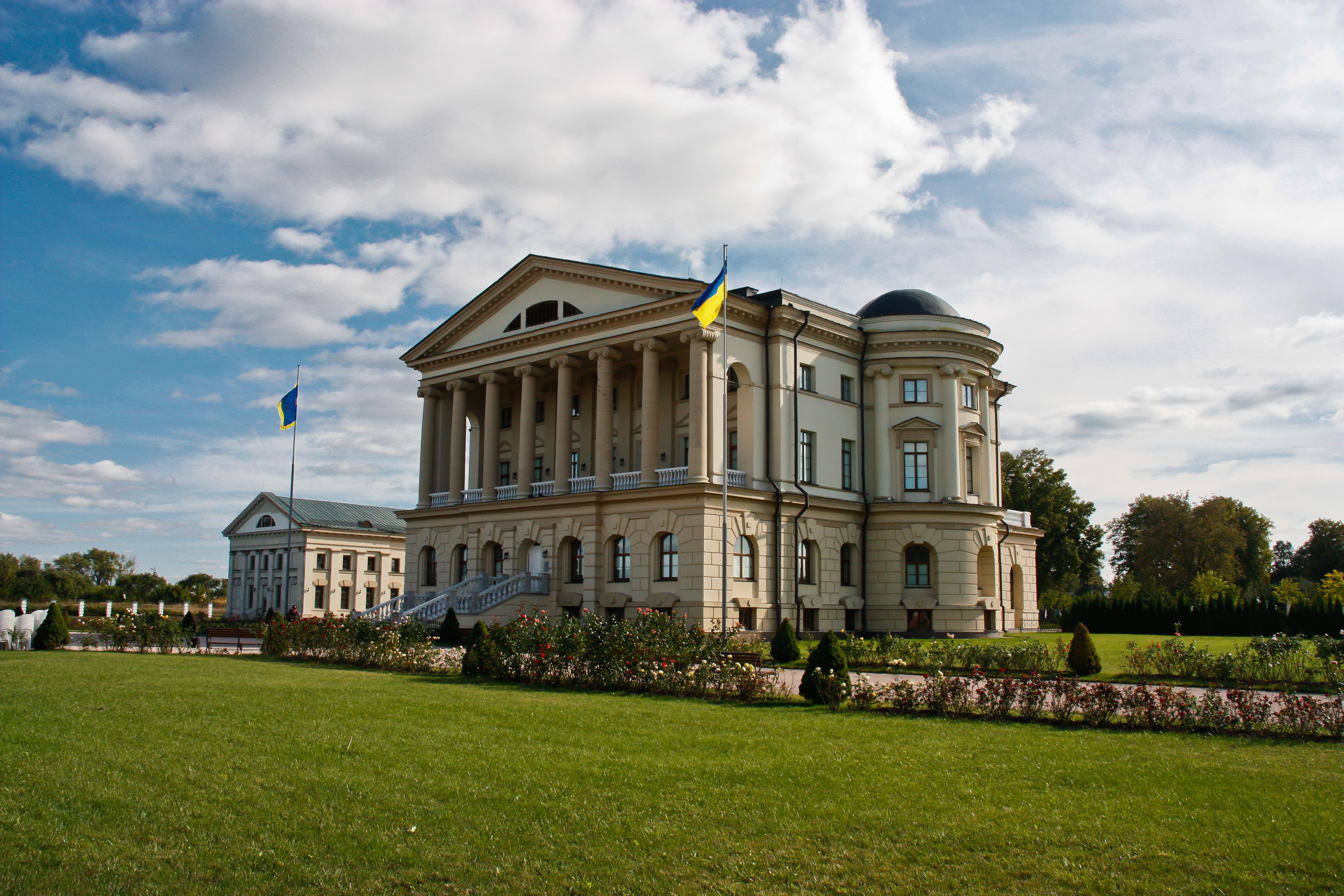
Дворец К. Разумовского.

### Фонды
- Характеристика собрания

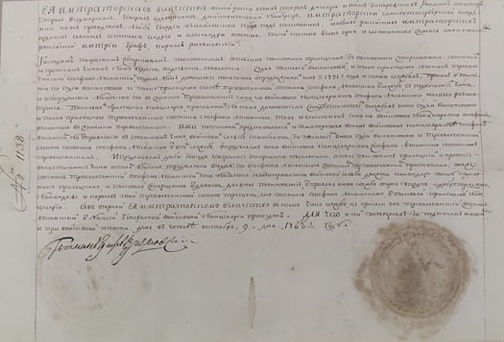
Универсал Кирилла Розумовского. 1763 г.

Научное комплектование фондовой коллекции заповедника «Гетманская столица» осуществляется на основе Концепции развития учреждения, в которой изложены задачи, принципы, формы и методы пополнения фондового собрания.
По состоянию на 31 декабря 2019 г. музейное собрание насчитывало 9730 музейных предметов государственной части Музейного фонда Украины и 9995 предметов и материалов научно-вспомогательного фонда. Среди них очень широко представлена группа нумизматики — 1164 ед. хр., бонистики — 310 ед. хр., фалеристики — 917 ед. хр., филателия — 1630 ед. хр., декоративно-прикладного искусства — 3800 ед. хр., музейные предметы, содержащие драгоценные металлы и драгоценные камни 365 ед. хр., произведения живописьи — 323 ед. хр., графические произведения — 78 ед. хр., рукописи — 62 ед. хр., старинные книги — 343 ед. хр., документы — 481 ед. хр., фотодокументы — 964 ед. хр.
- Формирование коллекции

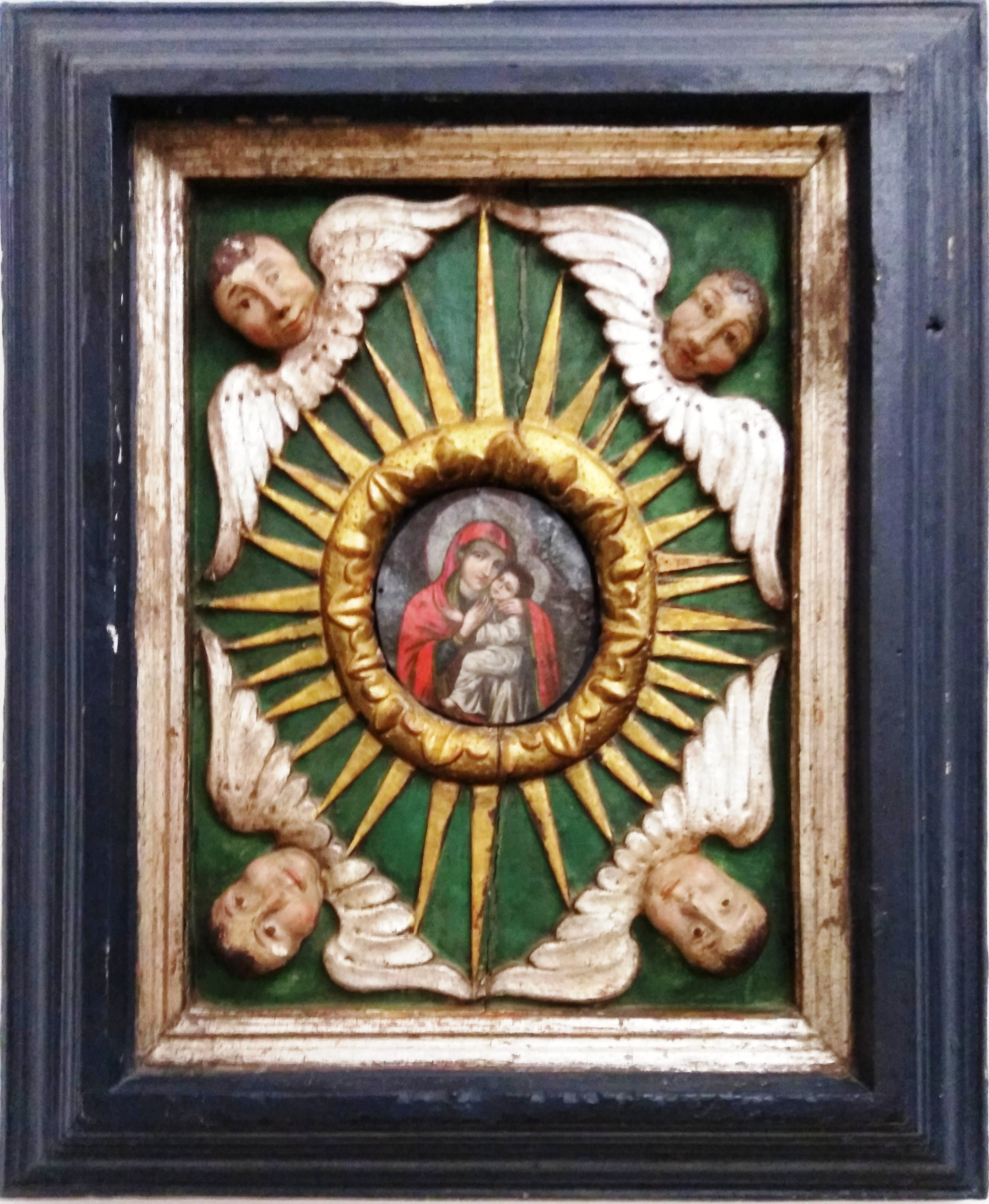
Икона Богоматерь. ХVII в.

Формирование фондовой коллекции НИКЗ «Гетманская столица» началось в 1973 году Батуринским историко-краеведческим музеем. По состоянию на 1 января 1993 года музейный фонд этого заведения составлял 4345 музейных предметов, из них основного фонда — 2431 ед., научно — вспомогательного 1914 ед. хранения.
Созданный в 1993 году с Батуринский государственный историко-культурный заповедник «Гетманская столица» стал правопреемником фондовых, имущественных и денежных активов и пассивов музея. Тогда же началось научное комплектования фондов заповедника по теме Гетманщины.
Современная коллекция сформирована трудом всего коллектива. Главными источниками пополнения фондовой коллекции является поступление материалов с археологических исследований Батурина, этнографические экспедиций по сбору предметов музейного значения по батуринскому региону, организация и проведение ежегодных акций «Подари Гетманской столице экспонат», приобретение предметов музейного значения соответствующей тематики на государственные средства и тесное сотрудничество с целым рядом организаций, с художниками и меценатами.

## Музеи
| Изображение                                  | Название и адрес                                                          | Описание |
| -------------------------------------------- | ------------------------------------------------------------------------- | --- |
| Дом-музей Генерального судьи Василия Кочубея | Дом-музей Генерального судьи Василия Кочубея. Батурин, ул. Гетманская, 74 | Музей расположен в отреставрированном в 1973—1975 и 2003—2005 годах здании Генерального суда Левобережной Украины (дом В. Кочубея) — памятнике архитектуры конца XVII-XIX веков, редком образце архитектуры украинского барокко. Экспозиция посвящена истории самого здания, деятельности Генерального суда Левобережной Украины, истории старшинско-дворянской семьи Кочубеев — владельцев дома и усадьбы. Отдельный раздел экспозиции раскрывает тайны воспетой в искусстве истории любви гетмана Ивана Мазепы и Мотри Кочубей — дочери генерального судьи Василия Кочубея. |
| Музей археологии Батурина                    | Музей археологии Батурина. Батурин, ул. Партизанская, 10                  | Расположен в здании Воскресенской церковноприходской школы (1904 года), отреставрированном в 2005—2008 годах. Открыт 22 января 2009 года Президентом Украины Виктором Ющенко. Экспозиция основана на коллекциях археологических находок Батуринской археологической экспедиции, которая исследует Батурин из 1995 года. Представлены вехи истории города с момента появления на его территории человека и до начала XVII века. |
| Дворец гетмана Кирилла Разумовского          | Дворец гетмана Кирилла Разумовского. Батурин, ул. Набережная, 1           | Здание дворца — центр композиции дворцово-паркового ансамбля, построенного в 1799—1803 годах архитектором Чарльзом Камероном по заказу гетмана Кирилла Разумовского. Практически со времени постройки началась 200-летняя история его разрушения. В XX веке было предпринято несколько попыток реставрации. Успешной оказалась последняя реставрация, которая проходила в 2003—2008 годах. 22 августа 2009 дворец гетмана Кирилла Разумовского торжественно открыл Президент Украины Виктор Ющенко. Экспозиционная площадь дворца — 1 065,3 м². Интерьеры второго этажа воссозданы по сохранившимся в Петербурге аналогам работ Чарлза Камерона. Экспозиция посвящена истории самого памятника, истории семьи Разумовских, Кириллу Разумовскому как государственному деятелю, а также истории Гетманщины и её выдающимся деятелям. В залах дворца экспонируется ряд оригинальных предметов, принадлежавших гетману К. Разумовскому и его семье. |
| Цитадель Батуринской крепости                | Цитадель Батуринской крепости. Батурин, ул. Партизанская, 10              | Архитектурно-мемориальный комплекс, археопарк-скансен. Площадь 1,3 га. Воссоздан в 2008 г. In situ на месте Батуринского замка — резиденции гетманов Демьяна Игнатовича, Ивана Самойловича, Ивана Мазепы. Воспроизведение базировалось на комплексных научных исследованиях, в первую очередь — археологических материалах, исторических источниках и архитектурных аналогиях в области оборонной, культовой и гражданской архитектуры Гетманщины XVII-XVIII веков. Объекты замка — сухой ров, деревянные башни, стены, деревянная Воскресенская церковь, гетманский дом, казна — стоят на своих исторических местах, выявленных и исследованных археологами. На территории Цитадели в 2004 году установлен Памятник жертвам Батуринской трагедии 1708 г. |

## Батуринские чтения и издания заповедника
Одним из направлений научной работы заповедника является организация и проведение (совместно с Национальным университетом «Черниговский коллегиум» имени Т. Г. Шевченко) научных конференций — Батуринских чтений. С 1997 г. научные Чтения проходят в Батурине почти ежегодно.
Тематические направления Батуринских чтений:
- Батурин в контексте процессов XVI и XVIII вв .;
- Исторические деятели Украины и Батурин;
- История казачества и Гетманщины;
- Актуальные теоретические и методические проблемы современного музееведения, памятниковедения, краеведения.

Батуринские чтения дают возможность их участникам поделиться научными достижениями, изучить опыт и обменяться мнениями по делу решения на современном этапе проблем научного исследования, реставрации, охраны и популяризации культурного наследия.
С 2005 г. заповедник публикует доклады Батуринских чтений.
Сотрудники заповедника присоединились к подготовке сборника документов и материалов «Батурин: страницы истории» (редколлегия Коваленко А. Б. и др.), ставшим первой археографической публикацией многовековой истории Батурина. Он вышел в свет в 2009 году., а в 2012 году вышло второе, дополненное издание сборника. На его страницах введены в научный оборот уникальные источники по истории Батурина, обнаруженные в архивах, музеях и библиотеках Киева, Чернигова, Сум, Батурина, Бахмач, Москвы и Санкт-Петербурга.
Начиная из 2004 года сотрудниками заведения подготовлены несколько путеводителей и ряд брошюр.
В 2011 издан каталог из фондовой коллекции «Украина Гетманская в образах современных украинских художников» и сборник статей батуринского краеведа Виктора Бондаренко «Батуринская старина».
С 2006 заповедник издаёт газету «Слово „Гетманской столицы“»

## Археологические исследования
В августе 1995 года в Батурине начала работу археологическая экспедиция Института археологии НАН Украины и Черниговского государственного педагогического университета им. Т. Шевченко, которую возглавил Владимир Петрович Коваленко.
В первый год в работе экспедиции приняли участие 30 исследователей, а в пиковые годы (2007—2009 гг.) их количество составляло от 120 до 200 человек.
В первые годы исследований основное внимание экспедиции было сосредоточено на территории Цитадели Батуринской крепости.
Работы на Цитадели вызвали значительный резонанс и неоспоримым подтверждением преступления войска Петра І 1708 г. стали выявленные останки жертв со следами насильственной смерти, мощный слой пепла от уничтоженной огнём застройки столицы показали масштабы трагедии. Её олицетворением стала обожжённая «Батуринская Богоматерь» — икона на металле конца XVII в., найденная археологами в 1995 г. на скелете убитой женщины. Параллельно обследовались загородная резиденция Ивана Мазепы на Гончаровке, территория Батурина и его окрестности.

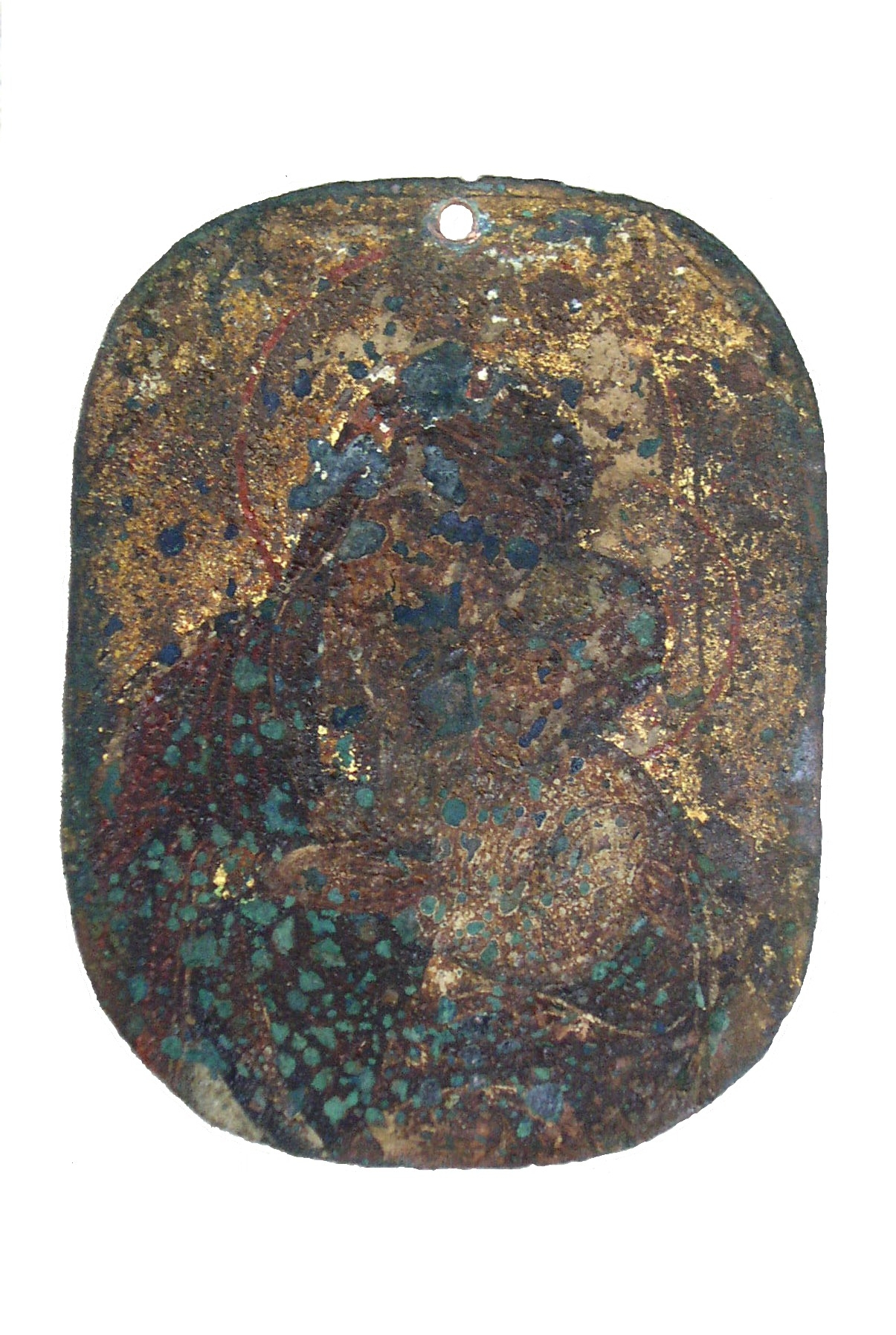
Икона Богоматерь с Младенцем, ХVІІ в.

Главным результатом первого года исследований стал план охранных зон заповедника, утвержденный распоряжением Черниговской областной госадминистрации № 161 от 6 марта 1996 г.
Однако, достаточно успешно начатые работы были приостановлены в 1998—1999 гг. из-за финансовых трудностей.
Сезон 2000 г. ознаменовал возобновление археологических исследований Батурина и окрестностей (исследовалась территория Батуринского Никольского Крупицкого монастыря), однако полностью избавиться проблем с финансовым обеспечением не удалось.
С 2001 г., когда к исследованию Батурина присоединились канадские специалисты по археологии, истории и архитектуры средневековой и современной Украины во главе с Зеноном Когутом и Владимиром Мезенцевым — экспедиция стала международной. Два десятилетия исследования в Батурине финансируют Канадский Институт Украинских Студий (КИУС) Альбертского университета в г. Эдмонтоне, Понтификального Институт Средневековых Исследований Торонтского университета и Исследовательский Институт «Украиника» в г. Торонто.
В 2018 КИУС предоставил грант на историко-археологические исследования Батурина XVII—XVIII вв. с Вечного Фонда им. Анны и Никандера Буковских.
Самыми щедрыми благотворителями археологического изучения батуринской старины являются поэтесса Владимира Василишин (литературный псевдоним Мира Гармаш) и её муж, художник Роман Василишин с Филадельфии, США.
Весомый вклад в работу экспедиции профессора Владимира Игоревича Мезенцева, который занимается популяризацией украинской истории среди украинской диаспоры в Канаде и США. Кроме научных статей он издаёт буклеты о ежегодных итогах археологических исследований в Батурине.
Особое место в истории археологического изучения Батурина заняли черниговские историки Владимир Петрович Коваленко и Александр Борисович Коваленко. Первый из них занимался судьбой памятников Батурина ещё в середине 1970-х годов. Именно В. Коваленко возглавил борьбу батуринских музейщиков и краеведов за сохранение территории резиденции гетмана Ивана Мазепы на Гончаровке, которую планомерно уничтожали карьером кирпичного завода. В 1976 году ему удалось остановить работу карьера. В 1995-м он организовал исследования Батурина, которые изменили судьбу города.
- «Трагедия 1708 сделала Батурин эталонной археологическим памятником казачества, культурный слой которого по степени насыщенности и информативности не имеет равных себе» — Владимир Коваленко, 2006 г.

Большой вклад в развитии археологической дела в Батурине А. Б. Коваленко — директора Учебно-научного института истории, этнологии и правоведения им. А. М. Лазаревского. В июне 1990 г. по его инициативе создана кафедра истории и археологии Украины. Её сотрудники и выпускники с 1995 г. исследуют Батурин. Также А. Коваленко является автором ряда областных программ археологических исследований в Черниговской области, неотъемлемой составляющей которых всегда остаётся Батурин.
Среди участников Батуринской археологической экспедиции — ряд известных украинских ученых. Среди них стоит отметить черниговского археолога Юрия Николаевича Сытого, который является соруководителем Батуринской археологической экспедиции от начала её работы и соавтором всех научных отчетов экспедиции.

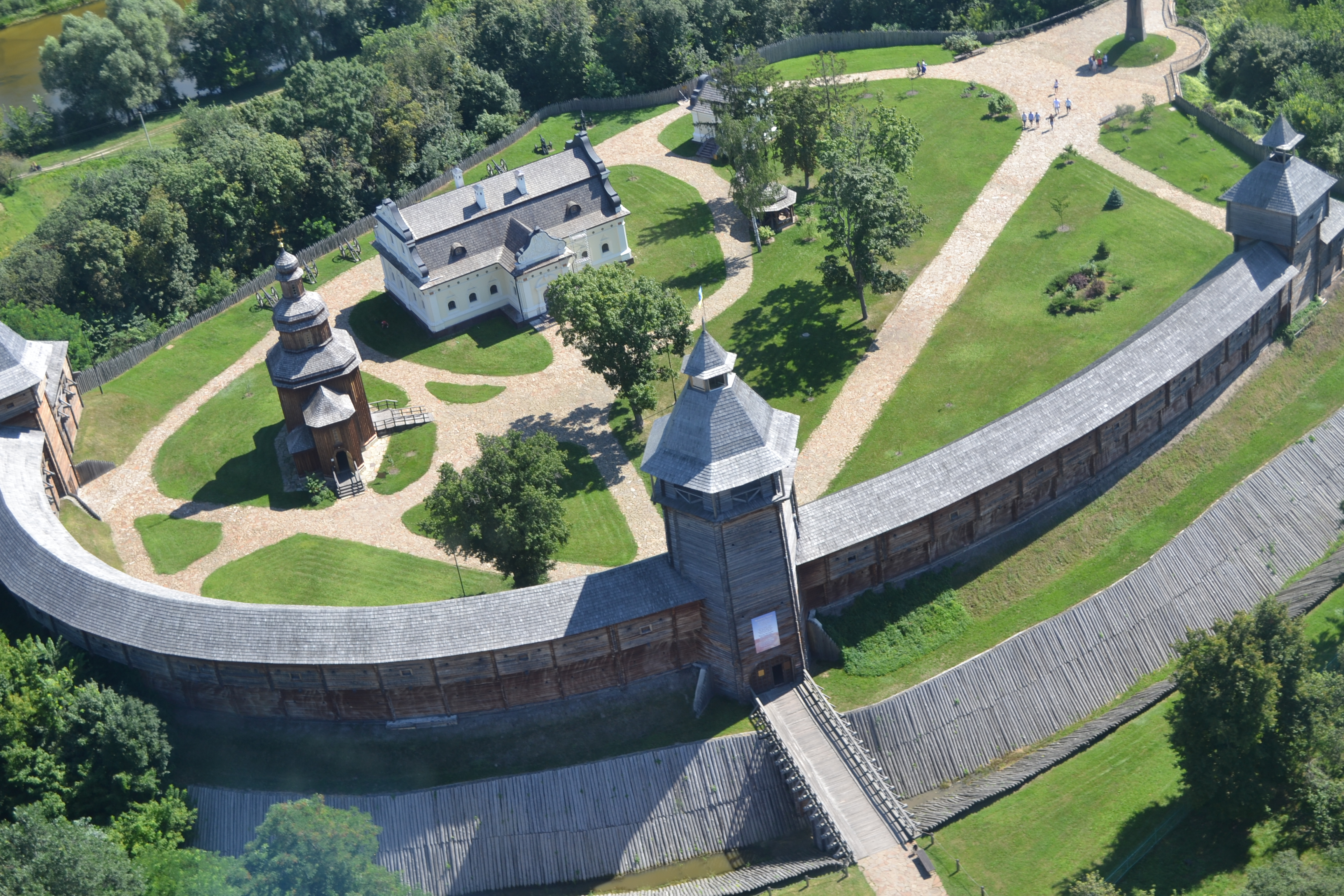
Цитадель Батуринской крепости, восстановленная в 2008 г.

За 23 сезона археологических исследований в пределах охранных зон заповедника «Гетманская столица» изучено около 12000 м² культурного слоя: на Цитадели — более 3000 м², на Крепости — более 3000 м², на поса́дах и подоле — около 1200 м², в усадьбе В. Кочубея — около 400 м², на территории дворцово-паркового ансамбля К. Разумовского — примерно 2500 м², на Гончаровке — 1000 м², в Крупицком монастыре — около 500 м², в городских окрестностях — более 100 м². По заключению Юрия Сытого — это около 8 % территории Батурина времён гетмана Мазепы.
В Батурине археологами исследованы резиденции гетманов Д. Игнатовича, И. Самойловича, И. Мазепы, Ф. Орлика и К. Разумовского.
Результаты археологических исследований были обобщены в многочисленных научных работах и дали возможность историкам В. Коваленко, Ю. Сытому и С. Дмитриенко реконструировать в рисунке Батуринскую крепость и её Цитадель середины XVII — начала XVIII в. А 26 октября 2007 г., во время рабочего визита Президента Украины Виктора Ющенко в Батурин было принято решение о воссоздании Цитадели. В декабре того же года в институте «УкрНИИпроектреставрация» сформирована авторская группа по работе над проектом, в состав которой вошли и археологи — исследователи Батурина.
Археологические находки, собранные во время раскопок Батуринской археологической экспедиции, хранятся в фондах заповедника.
Именно эти находки стали основой экспозиции Музея археологии Батурина, открытого в 2009 г.

## Логотип
В логотипе заповедника отражено главную миссию деятельности заведения — память и памятник культурного наследия, переданные через графические изображения возрожденной Цитадели Батуринской крепости — центра гетманского Батурина 1669—1708 гг. и памятника национального значения — дворца Кирилла Разумовского, который является единственным сохранившимся гетманской дворцом на территории Украины.
Овал, в который переходит оборонительная стена Цитадели, соединяя её с дворцом, символизирует единство памятников Батурина, преемственность государственнического процесса казацко-гетманской эпохи, символом которой является Батурин. Его роль как политического и административного центра украинского государства акцентировано Государственным флагом Украины.
Глубокий символический смысл несет цветовое решение. Синий цвет передает надежность, силу, величие, героизм. Верность и справедливость подчеркнуто коричнево-золотистым цветом.
Разработан работниками заведения в сотрудничестве с заслуженным художником Украины Владимиром Васильевичем Тараном.

## Галерея

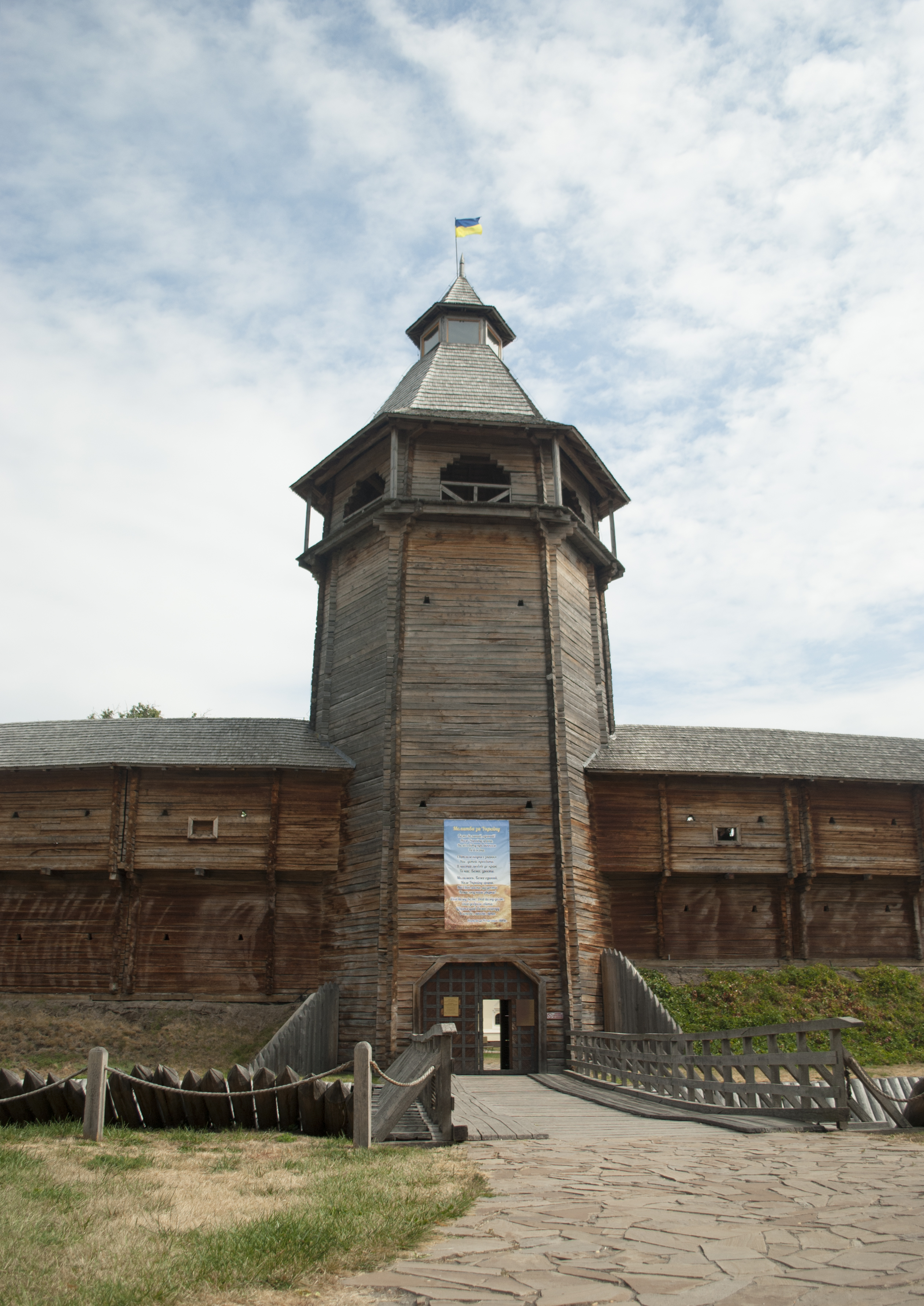
Башня Цитадели Батуринской крепости (2008 г.).
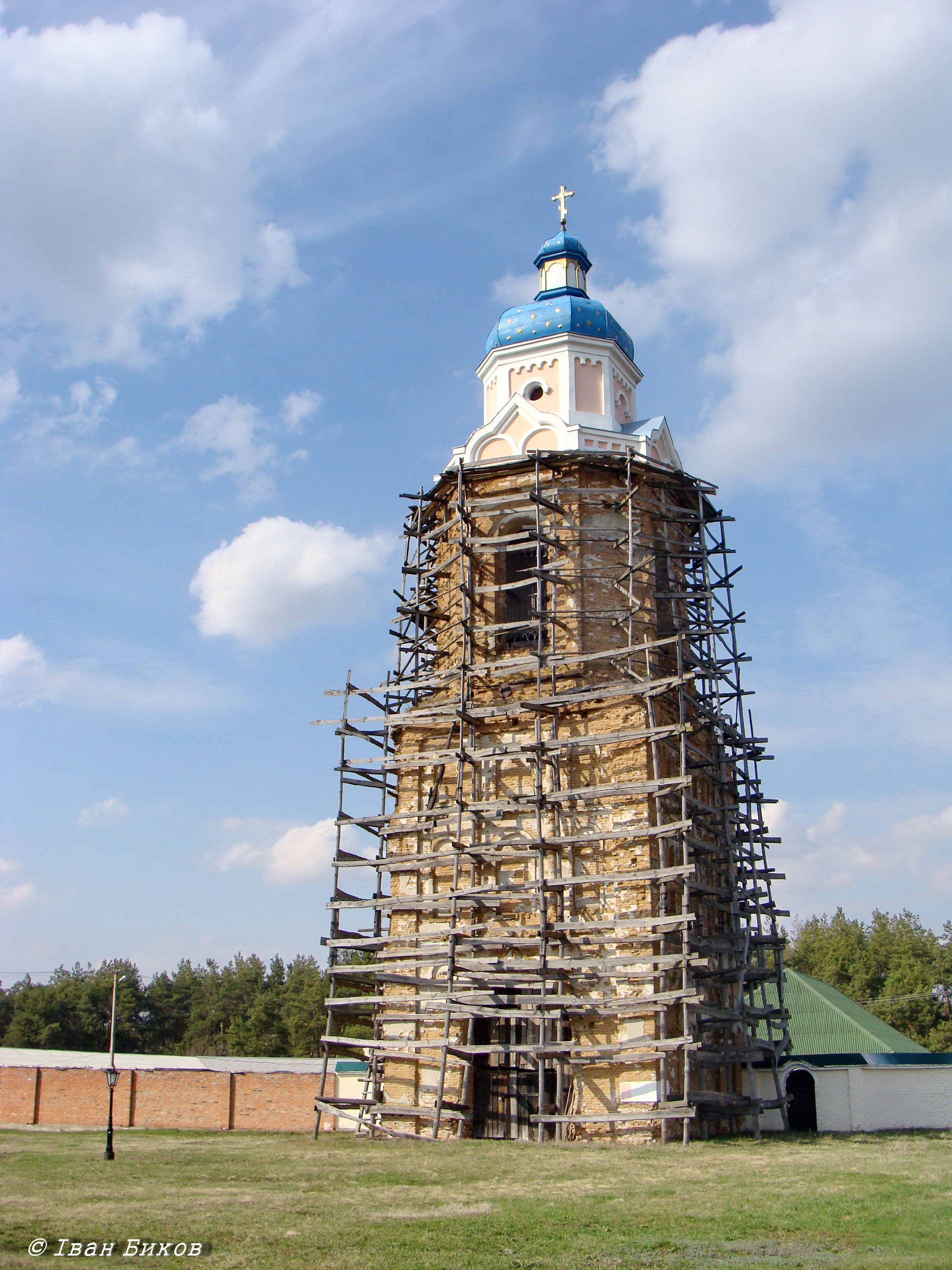
Колокольня Батуринского Никольского Крупицкого монастыря (ХІХ в.).
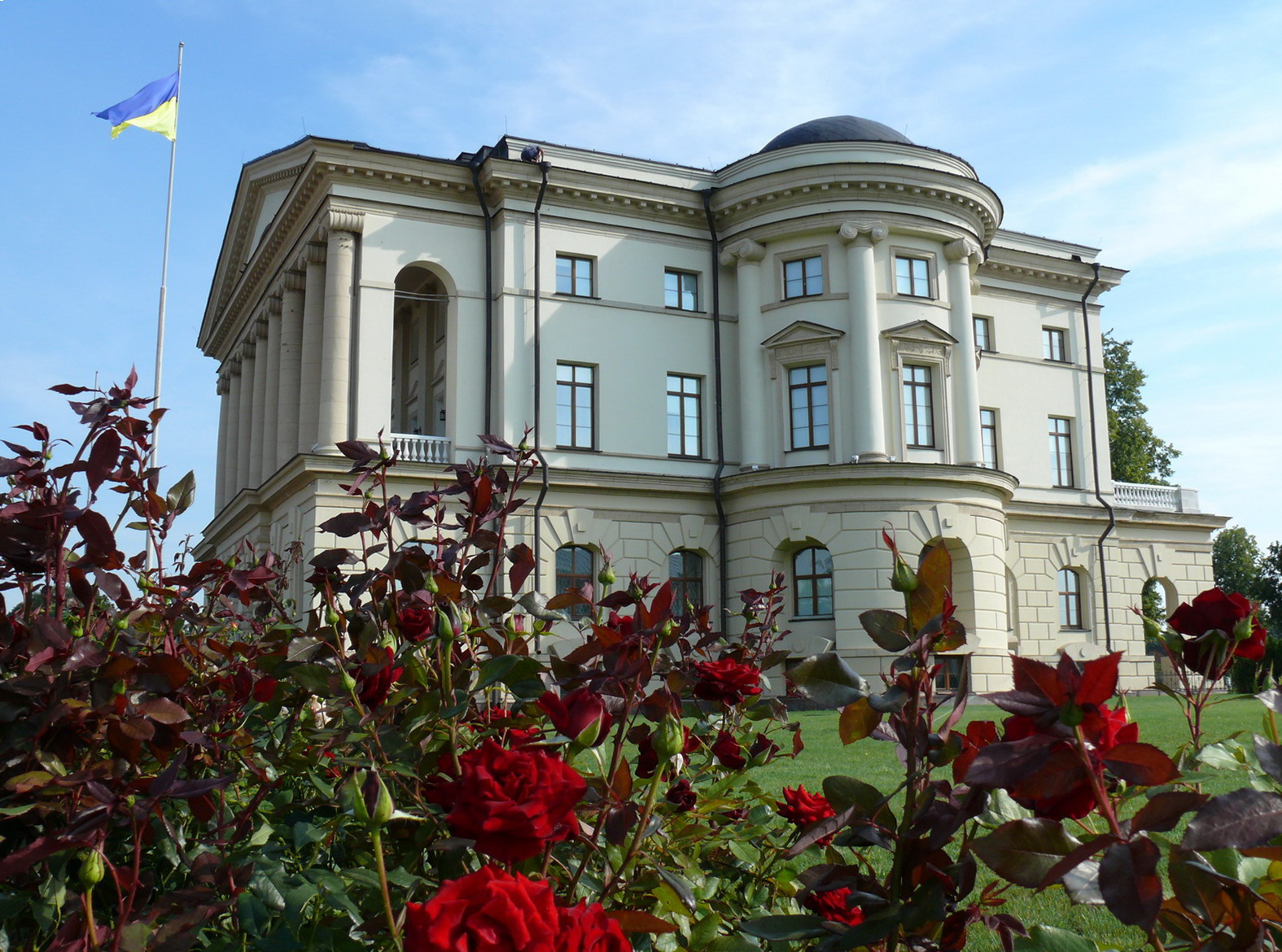
Дворец К. Разумовского (1799-1803).
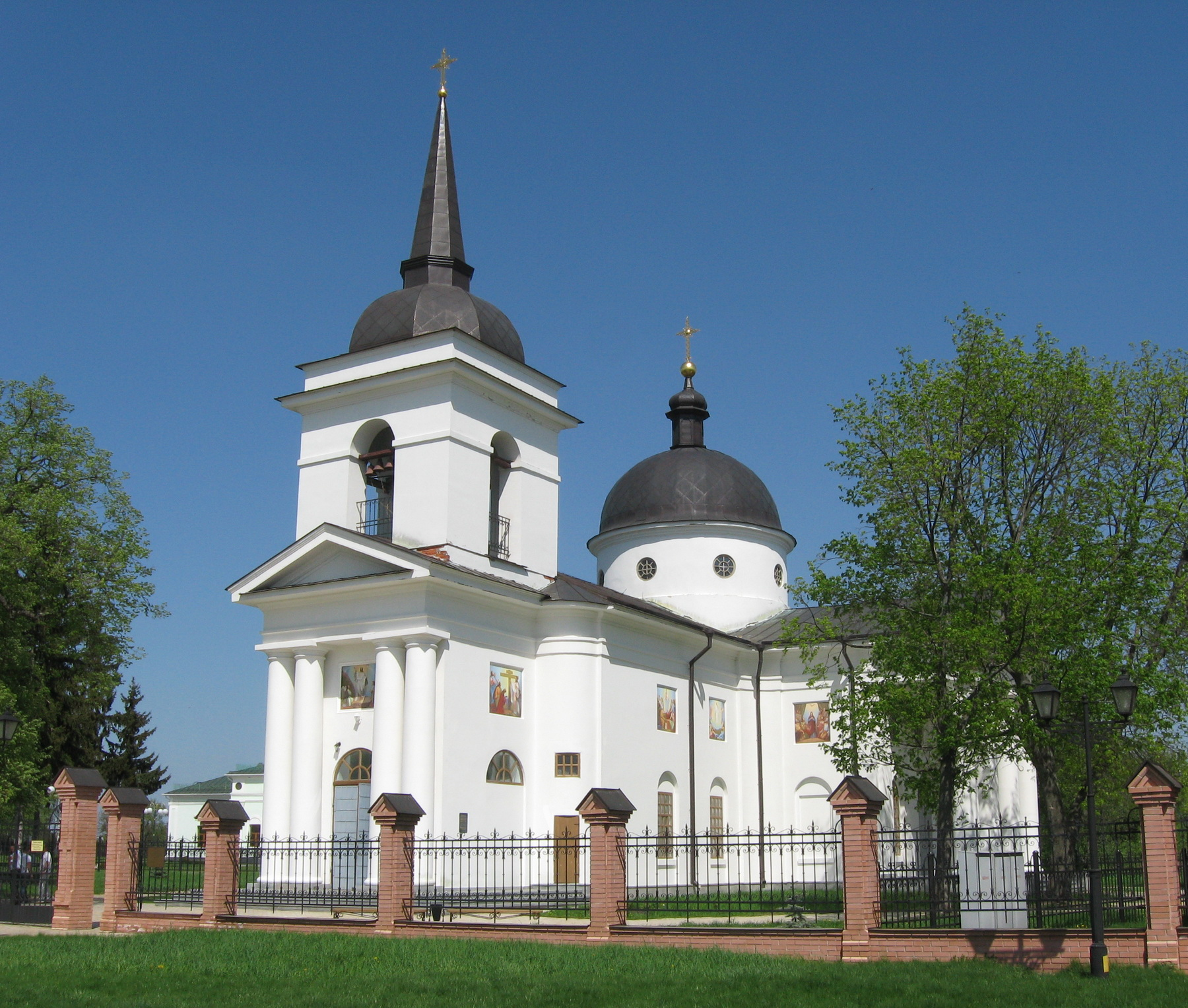
Воскресенская церковь - усыпальница К. Разумовского (1803 г.).
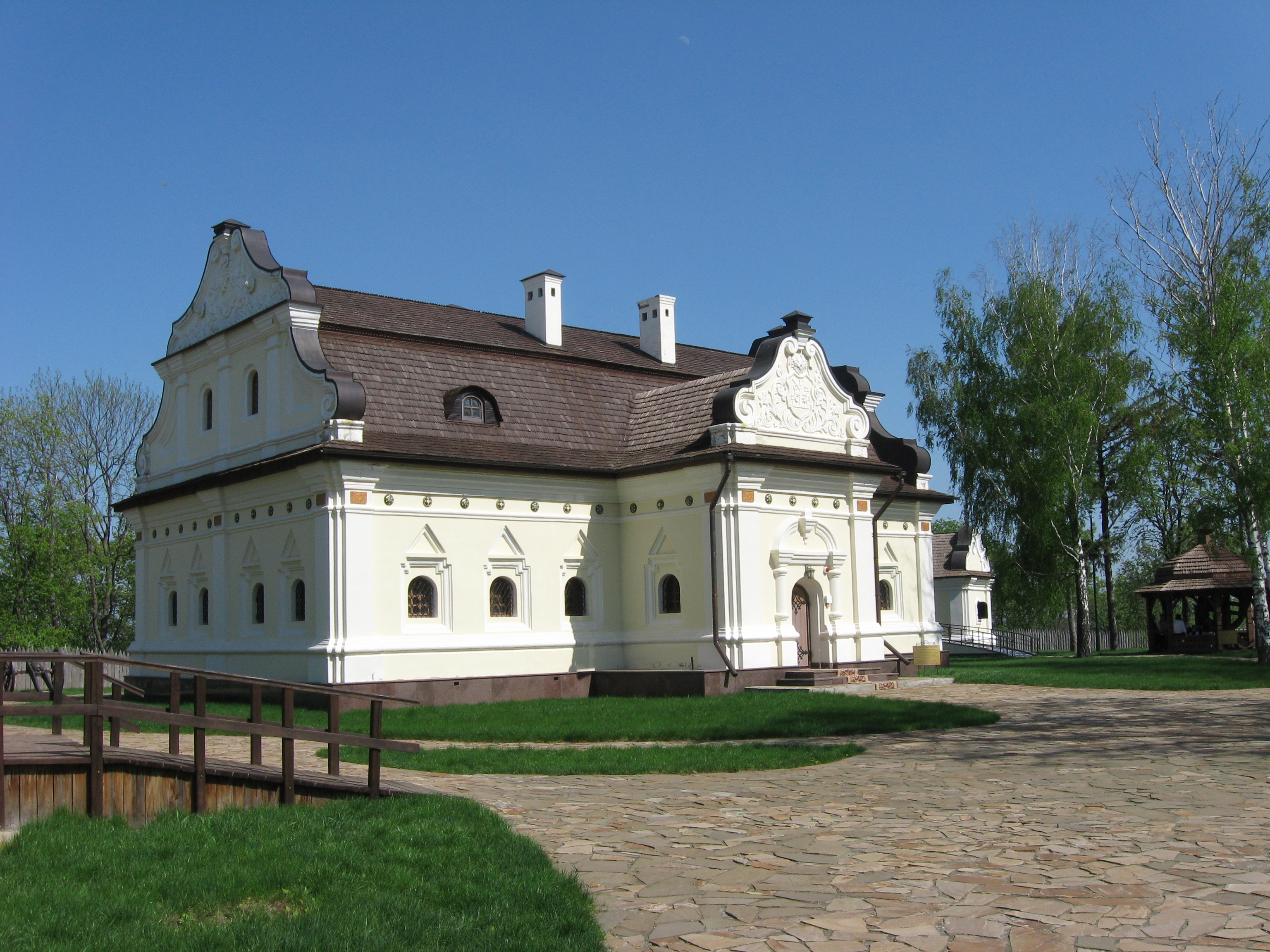
Гетманский дом (2008 г.).
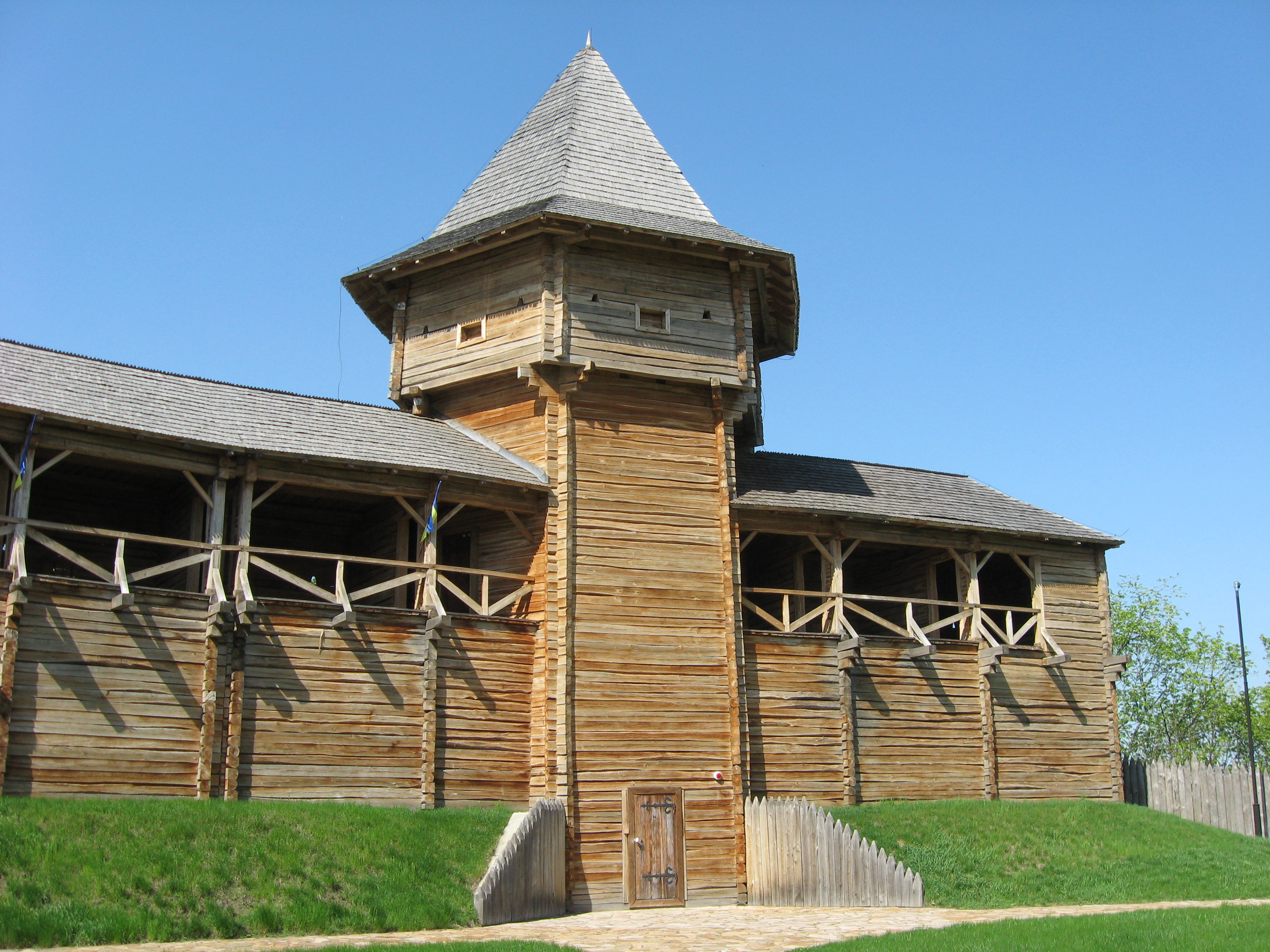
Башня Цитадели Батуринской крепости (2008 г.)
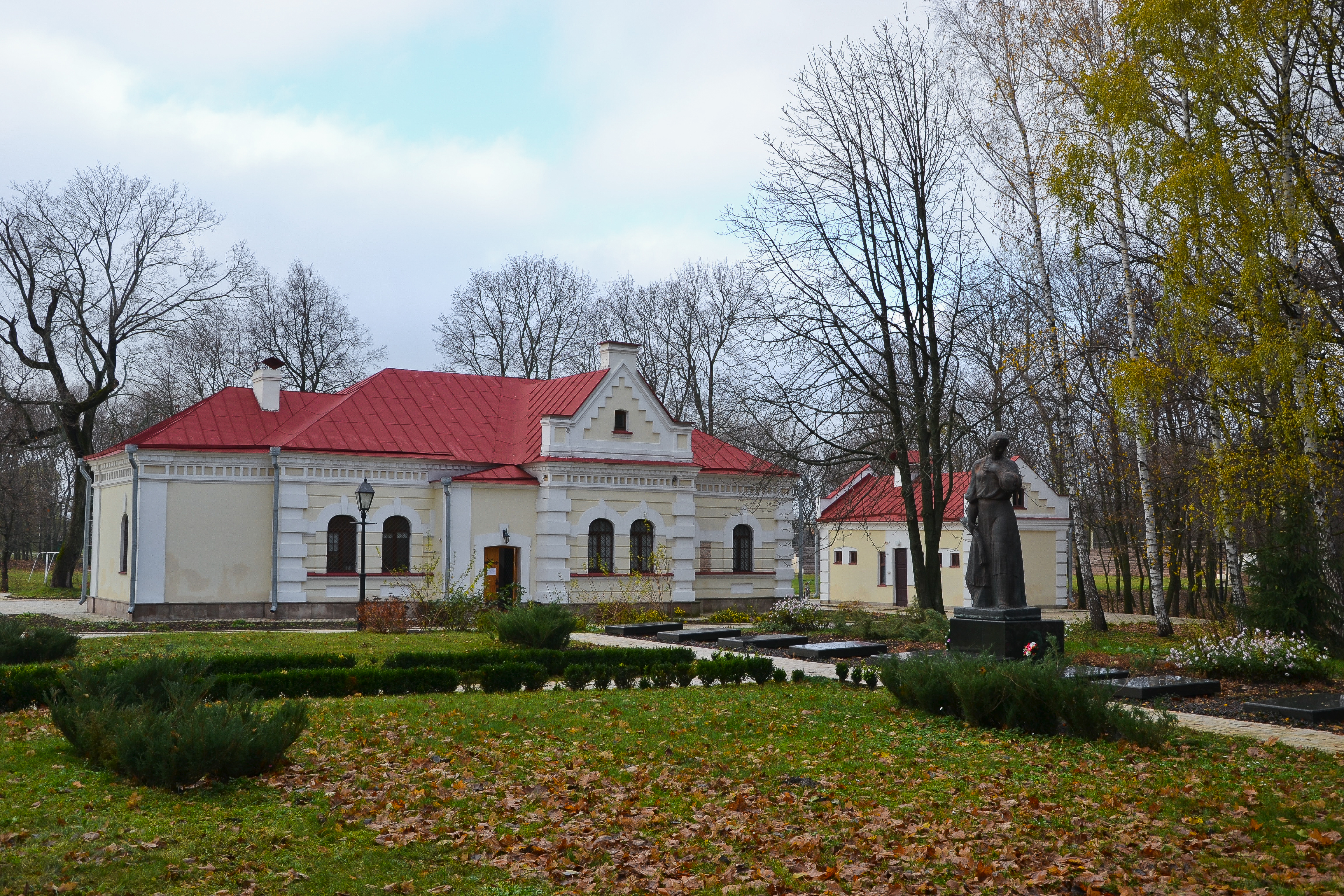
Дом В. Кочубея (ХVІІ в.).
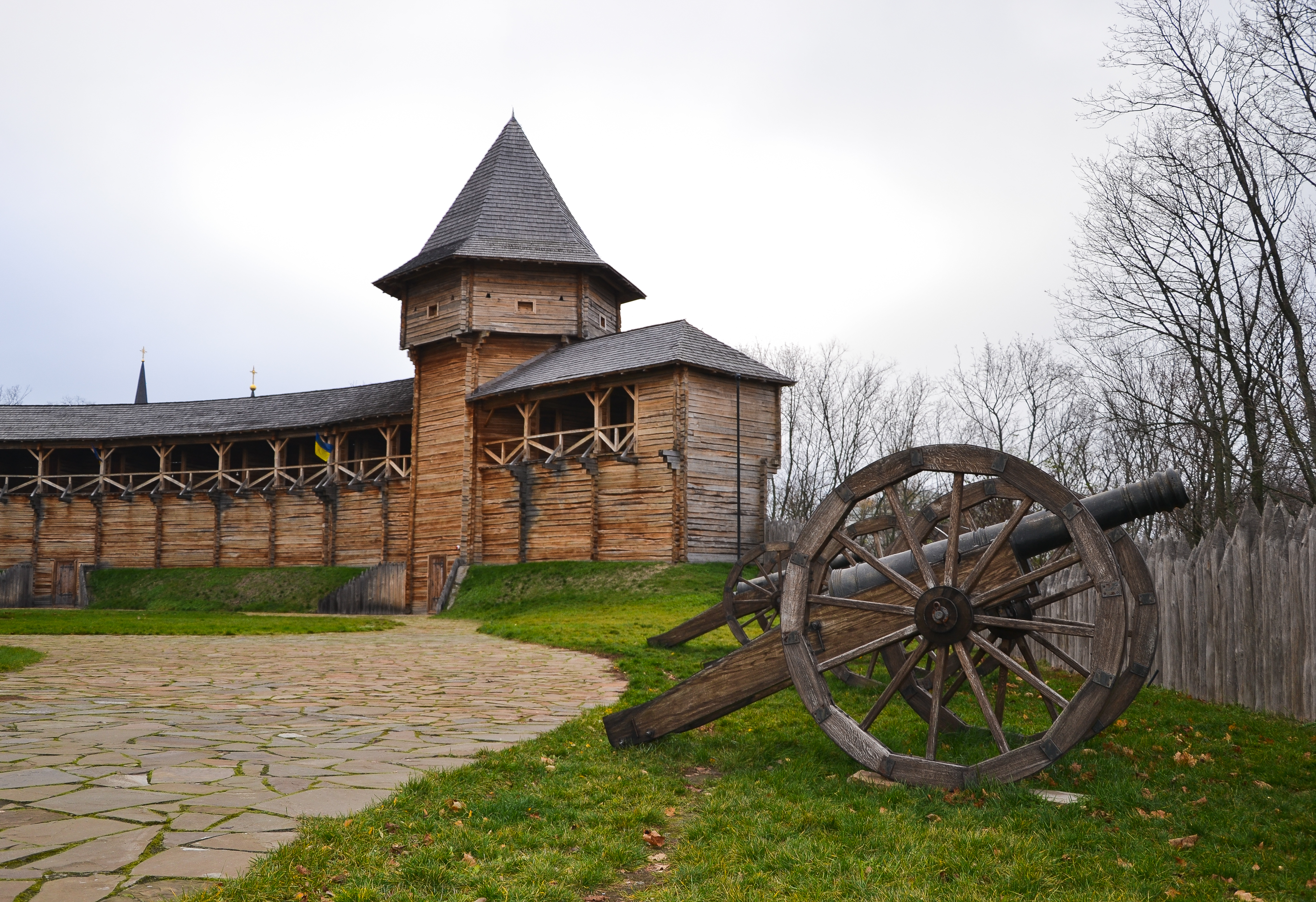
Казацкие пушки на Цитадели.
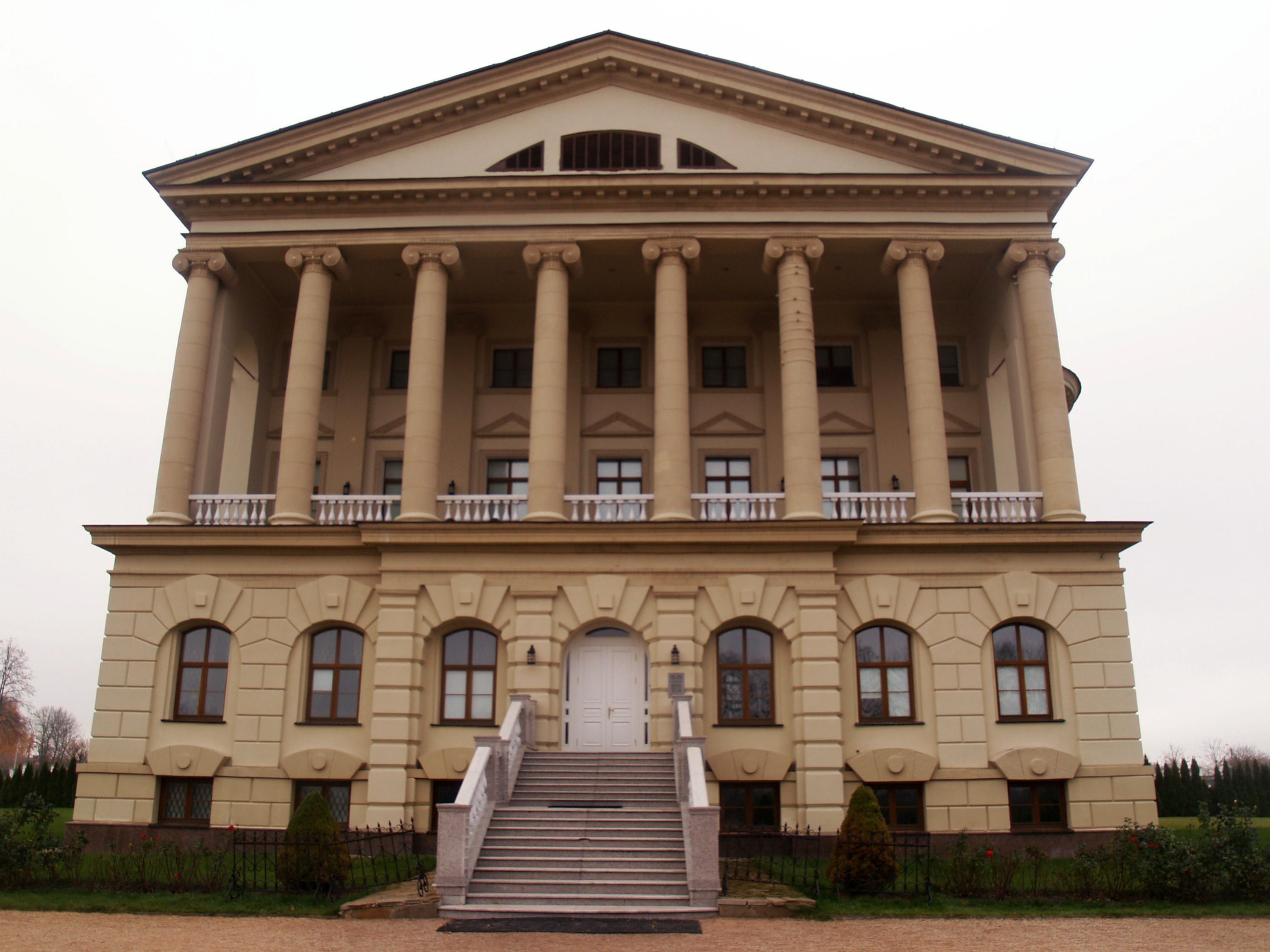
Главный фасад дворца К. Разумовского после реставрации.